# Rafflesia keithii
Rafflesia keithii es una especie de planta parásita con flores endémica de Borneo. 

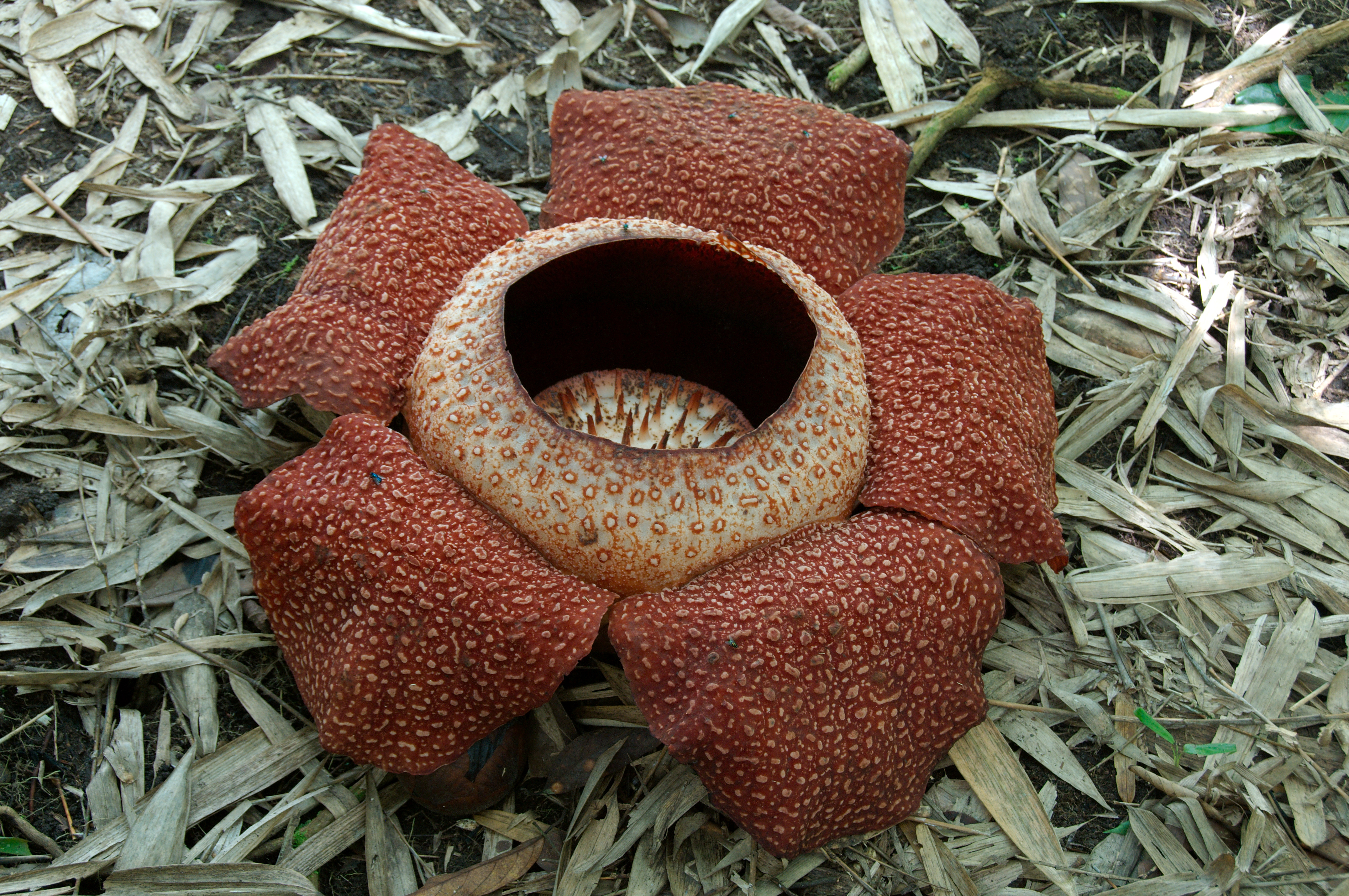
Vista de la flor

## Descripción
Es la segunda planta mayor del mundo que no realiza la fotosíntesis ya que vive parasitando un árbol.

## Taxonomía
Rafflesia keithii fue descrita por Willem Meijer y publicado en Blumea 30: 211, en 1984.

#### Etimología
Rafflesia: nombre otorgado en honor del gobernador colonial británico Thomas Stamford Raffles.
keithii: epíteto que fue nombrado en honor de Harry George Keith, primer conservador de los bosques de Sabah.